# 可動文化財
可動文化財（かどうぶんかざい）は、建築物のような不動産文化財に対し、運搬移送可能な物品・動産文化財を指し、可動遺産ともいうが、日本においてはどちらも法定行政用語ではない。英語では「Movable Cultural Property」。

## 定義
ユネスコが1978年の第20回総会で採択した「可動文化財の保護のための勧告」では、「人間の創造又は自然の進化の表現及び証拠であって、考古学的、歴史的、美術的、科学的又は技術的な価値及び興味を有する全ての可動物」とあり、以下のものを上げている。
- 地上及び水面下で行われた考古学的調査及び発掘によって得られた物
- 道具類、焼物、銘文、硬貨、印章、宝石、武器及びミイラを含む埋葬物のような古器旧物
- 歴史的記念工作物の解体により得られた物
- 人類学的及び民族学的に貴重な資料
- 科学・技術史及び軍事・社会史を含む歴史、諸国民、国家指導者、思想家、科学者及び芸術家の生活並びに国家的重大事件に関係のある物件
- 美術的に重要な物件
  - 生地及び材料の如何を問わず全て手描きによる絵画及び素材（工業デザイン及び手で装飾した工業生産物を除く）
  - 原版から直接作った版画並びに独創的創作手段としてのポスター及び写真、あらゆる材料の独創的美術的なアセンブラージュ及びモンタージュ、あらゆる材料の彫塑像及び彫刻作品
  - ガラス、陶磁、金属、木等の素材による工芸作品
- 特に重要な肉筆及び初期の活版印刷による古書、写本、書籍、文書又は出版物
- 古銭学上（メダル及び硬貨）及び切手研究上重要な物件
- 原文記録、地図その他の製図上の資料を含む文書、写真、映画フィルム、録音物、及び機械によって解読できる記録
- 家具、つづれ織り壁掛け、絨毯、衣装及び楽器
- 動物学上、植物学上及び地質学上の標本

日本の文化財保護法では、第二条第一項第一号で「建造物、絵画、彫刻、工芸品、書跡、典籍、古文書その他の有形の文化的所産」「考古資料及びその他の学術上価値の高い歴史資料」を有形文化財、 同第四号で「貝づか、古墳、都城跡、城跡、旧宅その他の遺跡」「庭園、橋梁、峡谷、海浜、山岳その他の名勝地」「動物（生息地・繁殖地及び渡来地を含む）、植物（自生地を含む）、地質鉱物（特異な自然現象の生じている土地を含む）」を記念物として区分する。この有形文化財のうち建造物を除いたものを「美術工芸品」と総称しており、これが可動文化財に相当する。なお、上記の美術工芸品には民俗資料が含まれていないが、それらは文化財保護法では、第二条第一項第三号で民俗文化財と規定している。
可動橋のような機械的可動構造体は不動産であり、可動文化財には含まれない。

## 課題
可動文化財はその性質上、不動産文化財以上に棄損・焼失しやすく、盗難・盗掘あるいは贋作・捏造・複製される事例も後を絶たない。盗難事件としてはフェルメールの『合奏』窃盗、捏造では旧石器捏造事件などが有名。さらに2001年のアフガニスタン戦争に伴うカブールのアフガニスタン国立博物館や2003年のイラク戦争おけるバグダッドのイラク国立博物館、2013年のエジプト騒乱でのマラウィ国立博物館略奪がある。2014年にはシリアを拠点とする過激派組織ISILが盗掘も資金源にしていると報じられた。
そもそも文化財とは公共物である性格が強いが、不動産と比べ可動文化財は骨董品・アンティーク感覚から商取引されやすく、個人所有物（私的所有権）も多い。そのため日本では重要文化財が売買され、行方不明になっているものも少なくない。 著作権や知的所有権が生じるものもあり、広範囲な保護は困難である。そうした意味で収集・展示を目的とする博物館・美術館・図書館は期待されるが、美術品の価格高騰で購入予算が捻出できないことは世界共通の問題となっている。加えて日本では収蔵スペースの問題や、高額美術品へ課せられる贈与税の納付が困難なことから、貴重な文化財が寄託されても受理できない事例も増えている。
また、ユネスコ勧告や文化財保護法に含まれていないもの（例：医療機器・スポーツ用具・調理器具・文房具・玩具など／広義では道具・科学・技術に含まれるが一部の国では既に文化財扱いされている）の網羅方法の検討や、コンピュータネットワーク（インターネット）上にしか存在しない美術作品や記録物、あるいはそれらを記録媒体に保存した電磁的記録を可動文化財とするか無形文化財と見做すかは今のところ定まっていない。

## 保護体制
可動文化財の保護を目的とした法制度（不動産文化財保護を含む）としては、武力紛争の際の文化財の保護に関する条約（ハーグ条約）・文化財の不法な輸入、輸出及び所有権譲渡の禁止及び防止の手段に関する条約（ユネスコ条約）・盗取された又は不法に輸出された文化財に関する条約（ユニドロワ条約）・水中文化遺産保護条約などがあり、国内法でも文化財の不法な輸出入等の規制等に関する法律・海外の文化遺産の保護に係る国際的な協力の推進に関する法律・海外の美術品等の我が国における公開の促進に関する法律・展覧会における美術品損害の補償に関する法律などがあり、文化財に特化したもの以外では関税及び貿易に関する一般協定(GATT)でも第二十条の一般的例外で「美術的、歴史的又は考古学的価値のある国宝の保護のために執られる措置」が上げられている。
法的根拠はないが選定事業として、「原版から直接作った版画並びに独創的創作手段としてのポスター及び写真、あらゆる材料の独創的美術的なアセンブラージュ及びモンタージュ」「肉筆及び初期の活版印刷による古書、写本、書籍、文書又は出版物」「古銭学上（メダル及び硬貨）及び切手研究上重要な物件」「原文記録、地図その他の製図上の資料を含む文書、写真、映画フィルム、録音物、及び機械によって解読できる記録」を主体とし、ユネスコ記憶遺産が制定された。
「科学的又は技術的な価値を有する可動物」は産業遺産の対象として国際産業遺産保存委員会(TICCIH)によるニジニータギル憲章において、設備や製品サンプルなどを上げている。特に現代の家庭用電気機械器具などは文化財と見做されにくいことから、重要科学技術史資料（未来技術遺産）や機械遺産のような活動は可動文化財の裾野を広げる役割を果たしている。
民具の保護を実践した民藝運動は草の根活動ながら海外で高い評価を得ている。
具体的な保護行動としては、国際刑事警察機構（ICPO・インターポール）が盗難文化財のデータベース化と捜査をしており、イギリスのロンドン警視庁（スコットランドヤード）には美術骨董課があり盗難品の専従捜査を行っている。日本では内閣府認定公益民間活動として一般社団法人FAPRAが文化財流出防止に、一般財団法人デジタル文化財創出機構が電子文化財の啓蒙に一役かっている。
また、修復作業も保護の一環で、イタリアのローマを拠点とする国際文化財保存修復センター(ICCROM)はユネスコの諮問機関であり、不動産を含む文化財の総合的な修復に関与している。文化庁では重要文化財指定の有形文化財（美術工芸品）補修に国庫助成をしているほか、文化財保護法では第十章を「文化財の保存技術の保護」にあてている。同法に基づき、「選定保存技術」として漆工品・飾金具・能楽器・琵琶・木工品・歌舞伎衣装・祭屋台・木造彫刻の修理技術が選定され、保持者・保存団体が認定されている。特に木造彫刻修理はユネスコの無形文化遺産へも提案されている（登録には至っていない）。

## 解釈上の相違点

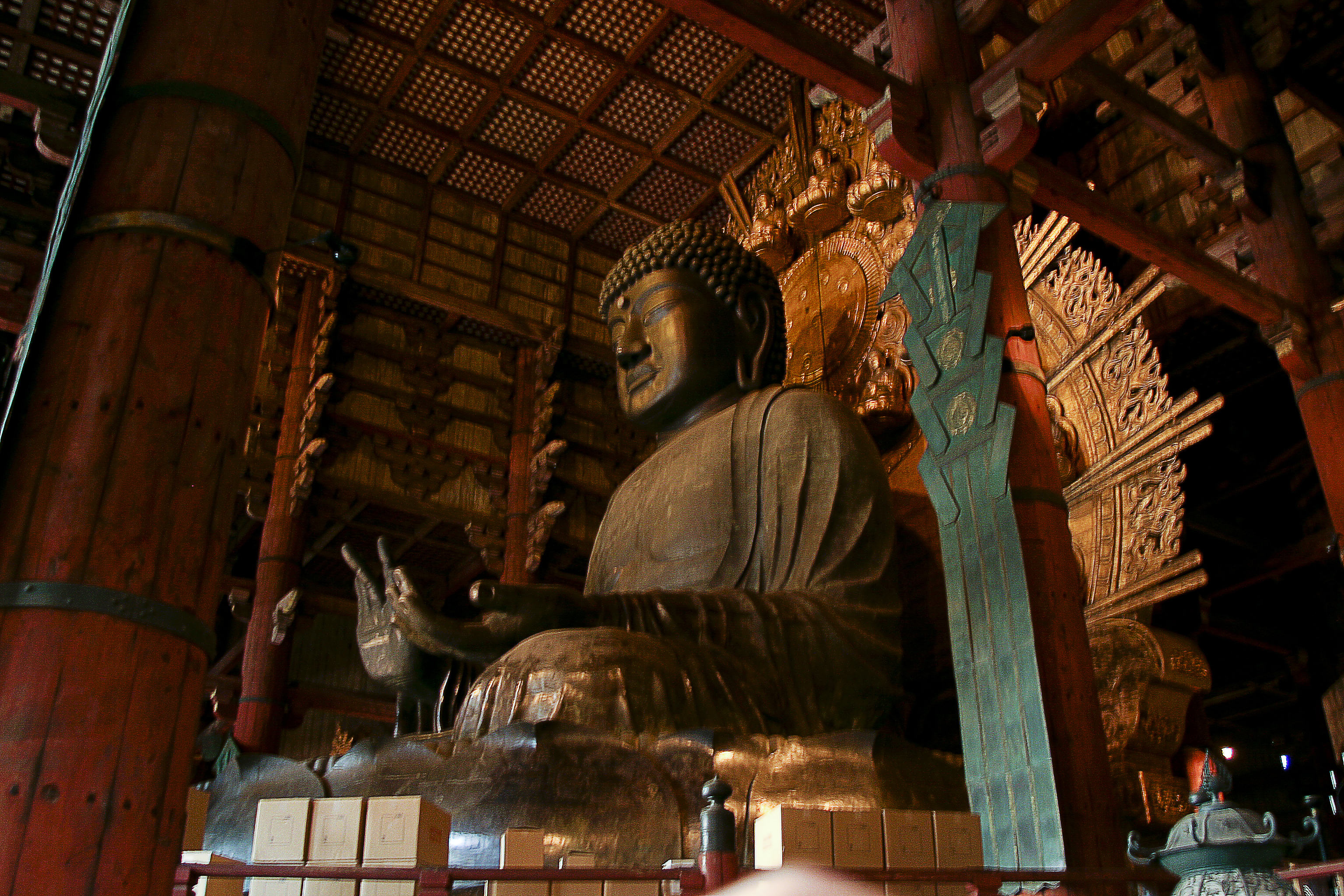
東大寺大仏は美術工芸品（彫刻）として国宝指定

世界遺産では登録対象は不動産構造物に限られる。しかし、イタリアのレオナルド・ダ・ヴィンチの『最後の晩餐』があるサンタ・マリア・デッレ・グラツィエ教会とドメニコ会修道院や韓国の八萬大蔵経の納められた伽耶山海印寺のように美術工芸品があることで評価されている例、インドの山岳鉄道のような動態保存されている鉄道車両そのものが登録されている例、イギリスのキュー王立植物園のように植物があってこそ価値を伴う例などもある。日本でも古都奈良の文化財の構成資産である東大寺の大仏は仏像ながら大仏殿の一部と見做されており、性質によっては不動産に準じた扱いをうけることもある（『最後の晩餐』は壁画であり、東大寺大仏は質量的に移動は実際には困難である）。
同様に固定されているオブジェのような大型立体美術品（例：太陽の塔）も芸術作品と構造物の両性を有しているが、移築可能であれば可動文化財ともいえる。

## 参考資料
- 文部科学省白書
- 日本における修復技術の変遷 増田勝彦　PDF